# Venturia tristis
Venturia tristis là một loài tò vò trong họ Ichneumonidae.